# STS-98

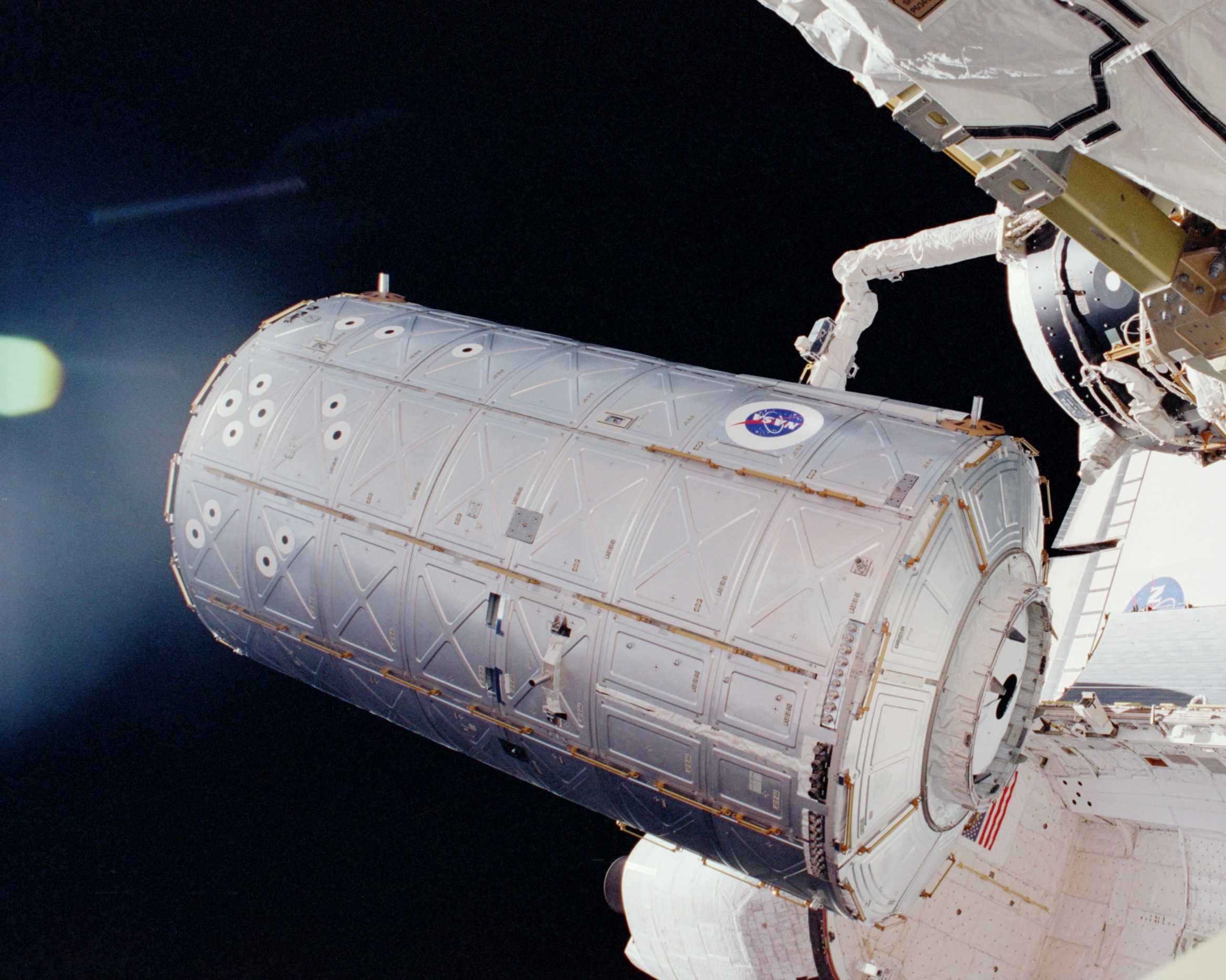

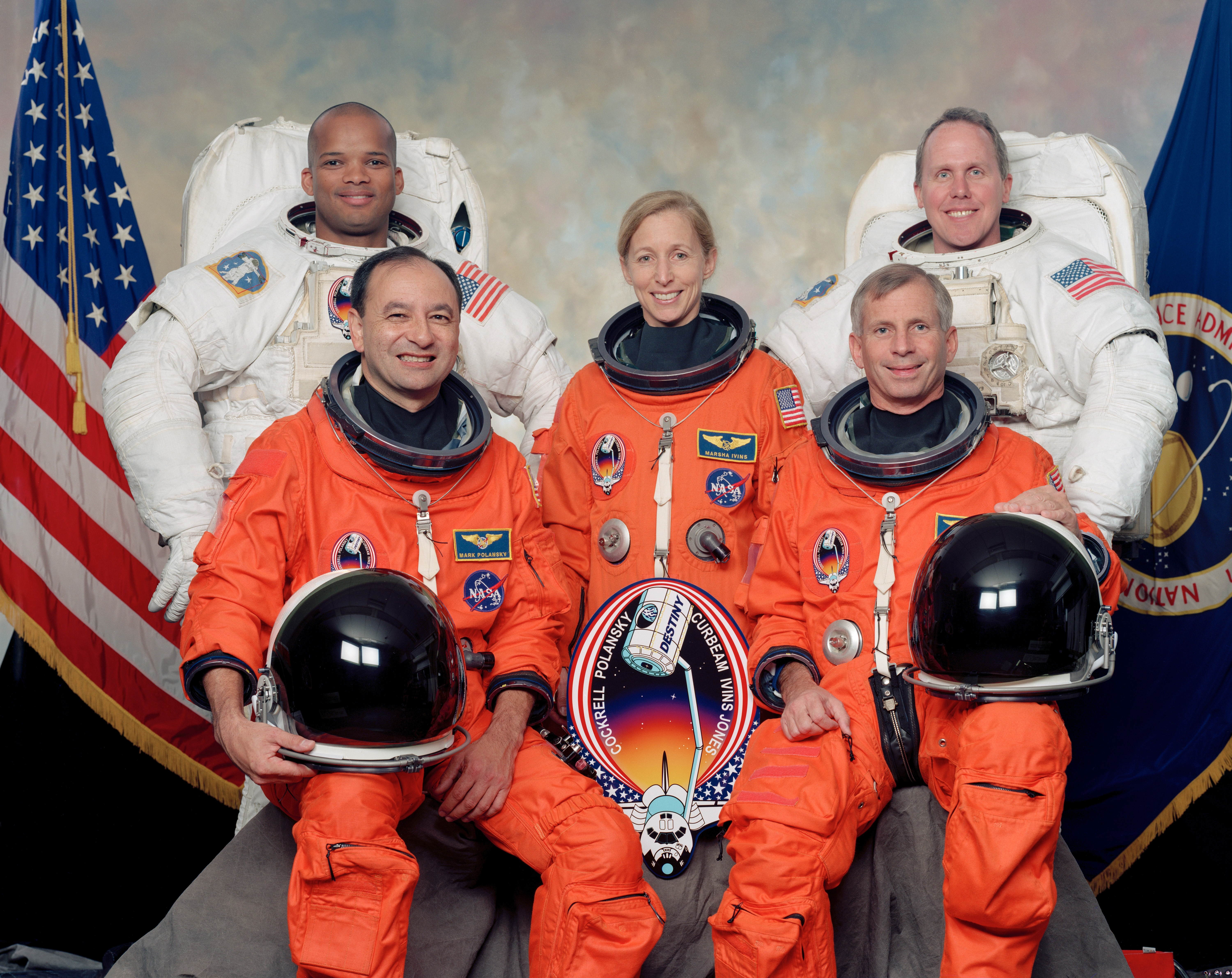
왼쪽부터 오른쪽: 로버트 커빔, 마크 폴란스키, 마샤 아이빈스, 케네스 코크렐, 토마스 존스

STS-98은 애틀랜티스 우주왕복선이 비행한 2001년 국제 우주 정거장(ISS)으로의 우주왕복선 임무였다. 이는 21세기 최초의 인간 우주 비행 발사였다. STS-98은 데스티니 모듈을 정거장에 전달했다. 모든 임무 목표가 완료되었고 우주 왕복선은 우주에서 12일을 보낸 후 2001년 2월 20일 에드워드 공군 기지에 다시 진입하여 안전하게 착륙했으며 그 중 6일은 ISS에 도킹되었다.

## 대중문화와 매체
STS-98은 아마겟돈 (1998년 영화)에서 소행성을 파괴하는 가상의 NASA 임무에 대한 명칭으로, X-71 프리덤(Freedom)과 인디펜던스(Independent)라는 셔틀이 러시아 우주 정거장을 통해 소행성으로 보내져 결국 유일한 우주비행사가 된다. X-71 인디펜던스에서 그러나 두 대의 셔틀이 달 주위를 돌고 난 후 X-71 인디펜던스는 파괴되고 세 명의 승무원을 제외한 모든 승무원이 충돌에서 살아남는다. 임무를 완료해야 한다는 많은 압박을 받고 있는 다른 셔틀 X-71 프리덤으로 가는 길을 찾는다.

## 같이 보기
- 국제우주정거장
- 우주과학